# Мескиаггашер
Мескиаггашер — полулегендарный правитель древнего шумерского города Урука, из I династии Урука.

## Правление
Мифический основатель I династии Урука. В отличие от своих преемников Эн-Меркара, Лугальбанды, Думузи и Гильгамеша, Мескиаггашер, помимо «Царского списка», не известен ни из шумерского эпоса, ни из легенд. Шумерский «Царский список» гласит:
В Э-Ане Мескиаггашер,
 сын Уту, стал верховным жрецом
 и царём и царствовал 324 года.
 Мескиаггашер вошёл в море
 [и] поднялся в горы
Таким образом, «Царский список» называет его сыном шумерского бога солнца Уту (аккад. Шамаш), брата богини Инанны, культ которой получил широкое распространение в городе Уруке. Однако Мескиаггашер будто бы правил ещё в Э-Ане (в «Доме Ана» — храме бога неба Ана (аккад. Ану), то есть когда существовала священная ограда с храмом, но не было ещё самого города Урука. Археологический материал подтверждает, что самым древним объектом в Уруке является храм. Также Мескиаггашер был назван одновременно верховным жрецом (эном) и царём (лугалем). Может быть, в этих словах отражено положение дел в Шумере, когда светская и духовная власть находилась в одних руках.
Судя по довольно неоднозначному и расплывчатому пояснению, сопутствующему его имени в «Царском списке», согласно которому «он вошёл в море [и] взошёл на горы», он пытался распространить власть на земли вокруг Шумера и далеко за его пределами.
В Царском списке его правлению, как и всем ранним шумерским царям, приписывается неправдоподобная длительность — 324 года (есть вариант 325 лет).
| I династия Урука  |            |                     |
| Предшественник: — | царь Урука | Преемник: Эн-Меркар |